# STANDARD 〜THE BALLAD BEST〜
『STANDARD 〜THE BALLAD BEST〜』（スタンダード・ザ・バラードベスト）は、矢沢永吉のベスト・アルバム。

## 解説
本作の発売は、2020年8月6日に配信されたライブツアー「2019 ROCK MUST GO ON」終了後にサプライズ発表された。CBS・ソニー在籍時の音源も含まれたオールタイム・バラード・ベスト・アルバム。4曲が新録で収録されている。

## リリース
2020年10月21日にGARURU RECORDSから、異なる内容のDVD付属の初回限定盤2種、同じく異なる内容のBlu-ray付属の初回限定盤2種、通常盤の5形態で発売された。

## 収録曲

### CD
全作曲：矢沢永吉

### Disc.1
1. 面影
作詞：響真理奈
2. ♯9 おまえに
作詞：加藤ひさし
3. フォーチュン・テイラー
作詞：加藤ひさし
4. 真昼
作詞：谷中敦
5. 燃えるサンセット[6]
作詞：相沢行夫
6. ミスティ misty
作詞：ちあき哲也
7. ひき潮[7]
作詞：相沢行夫
8. THE STRANGE WORLD
作詞：加藤ひさし
9. この海に
作詞：大津あきら
10. 黄昏に捨てて
作詞：大津あきら
11. 愛はナイフ
作詞：高橋研
12. 今・揺れる・おまえ
作詞：せきけんじ
13. YES MY LOVE
作詞：ちあき哲也

### Disc.2
1. 未来をかさねて
作詞：加藤ひさし
2. HEY YOU…
作詞：Ginger
3. 風の中のおまえ
作詞：加藤ひさし
4. Moon Light Song
作詞：高橋研
5. 安物の時計　「New Recording Version」
作詞：松本隆
6. Morning Rain
作詞：山川啓介
7. バーチャル・リアリティー・ドール
作詞：加藤ひさし
8. 早冬の気配
作詞：売野雅勇
9. Tonight I remember[8]
作詞：ナラダ・マイケル・ウォルデン
10. チャイナタウン
作詞：山川啓介
11. A DAY
作詞：西岡恭蔵
12. メイク
作詞：木原敏雄
13. キャロル　「New Recording Version」
作詞：相沢行夫

### Disc.3
1. 親友
作詞：山川啓介
2. 「あ.な.た...。」
作詞：Ginger
3. Sweet Winter
作詞：響真理奈
4. 棕櫚の影に
作詞：西岡恭蔵
5. アイ・ラヴ・ユー、OK
作詞：相沢行夫
6. 時間よ止まれ
作詞：山川啓介
7. いつの日か　「New Recording Version」[9]
作詞：秋元康
8. Dry Martini
作詞：松本隆
9. 東京
作詞：松井五郎
10. パセオラの風が
作詞：髙橋研
11. 夕立ち　「New Recording Version」
作詞：西岡恭蔵
12. エイシャン・シー
作詞：西岡恭蔵
13. ホテル・マムーニア
作詞：松本隆

### Disc.4　初回限定盤A　未発売ライヴセレクション
1. 東京　（2014年「Dreamer」）
2. 風の中のおまえ　（2017年「TRAVELING BUS」TOUR）
3. 時間よ止まれ　（2014年「Z's START ON」TOUR）
4. YES MY LOVE　（2019年「ROCK MUST GO ON」TOUR）
5. アイ・ラヴ・ユー, OK　（1999年「LOTTA GOOD TIME」TOUR）
6. A DAY　（2010年「TWIST」TOUR）

### Disc.5　初回限定盤B　ミュージック・ビデオ集
1. いつの日か　（ミュージック・ビデオ）
2. 風の中のおまえ　（ミュージック・ビデオ）
3. YES MY LOVE　（ミュージック・ビデオ）
4. 面影　（ONLY ONE ～touch up～ SPECIAL LIVE in DIAMOND MOON ミュージック・ビデオ）